# Zdroisko (wieś)
Zdroisko (niem. Zanzthal) – wieś w Polsce, położona w województwie lubuskim, w powiecie gorzowskim, w gminie Kłodawa.
W latach 1975–1998 miejscowość administracyjnie należała do województwa gorzowskiego.
W latach 1767–1870 istniała tu huta „Zanzthal” – stalownia i wytwórnia blach, prętów, sztab żelaza. Wyrabiała narzędzia, druty, gwoździe, igły. Do dziś pozostał pamiątkowy kamień, kawałki stopionego żelaza oraz sztaba i skobel wejściowych drzwi.
W 1782 roku założona z polecenia Fryderyka II druga huta o nazwie Zanzhammer – Sącznik Zdroisko. Produkowała amunicję artyleryjską do armat 3-6-12 funtowych. Szczególny rozkwit w okresie walk Prus z Napoleonem.